# Horní kokotský rybník
Horní kokotský rybník je rybník v okrese Rokycany v České republice, u zaniklé vsi Kokotsko, v katastrálním území Bušovice. Je menším z dvojice Kokotských rybníků. Má katastrální rozlohu 2,83 ha, vodní plocha trvale pokrývá 1,7 ha.

## Okolí
Je situován do mělkého údolí mezi vrcholy Kokotsko, Hůrka a Ostrý kámen, východně od Dolního rybníka. Rybník má tvar protáhlý v západo-východním směru, jeho hráz je orientována k jihozápadu. Biotop zarůstajícího lesního rybníka je významným krajinotvorným a retenčním prvkem. Rybník je v majetku města Plzně. Po hrázi prochází silnice ze Smědčic do Litohlav a modrá turistická trasa 1406 z Plzně do Těškova.

## Vodní režim
Napájí pravostranný přítok Klabavy, potok Svatka. Zdrojem vody je mokřad východně nad rybníkem a dále lesní regulační svody. Drobný přítok tvoří vedlejší studánka.

## Historie
Rybník byl založen v 16. století na pozemcích zaniklé vsi Kokotsko.